# البوهالة
منطقة البوهالة هي منطقة صناعية تبعد عن مدينة الدار البيضاء 25 كم في اتجاه مدينة الجديدة.
منطفة البوهالة أو البهالة هي منطقة توجد في الخبايطة التي توجد بالقرب من البيضاء. البهالة هي منطة ملاحية سكانها شعبيون يرحبون بالضيف ومعروفين بحسن الخلق ويشتغلون في الفلاحة وتربية المواشي وزراعة الخضر والزرع. والبهالة جاءت في أغنية «العلوة» التي تقول «وبالهالة كاع تجمعت» يعني هذه النقطة الصغيرة التي يبلغ تقريبا عدد سكانها حوالي ألف نسمة.